# Stephanie Blythe
Stephanie Blythe (Forestburgh, 1970) è un mezzosoprano statunitense.

## Biografia
Stephanie Blythe nacque e crebbe a Forestburgh, nello Stato di New York, dove si avviciniò al mondo della musica suonando il flauto. Si appassionò di opere liriche durante gli anni di liceo quando la sua classe fu portata a vedere una pomeridiana de La bohème alla Metropolitan Opera House. Dopo il diploma studiò musica e letteratura inglese alla Crane School of Music, laureandosi nel 1992. Tre anni più tardi fece il suo debutto sulle scene del Metropolitan nel Parsifal di Wagner, in cui cantava la parte della voce dall'alto.
Nel 1996 ottenne il successo quando sostituì all'ultimo momento Marilyn Horne nel Falstaff, ottenendo ottime recensioni per la sua Mrs Quickly. Negli anni successivi ha cantato regolarmente al Metropolitan, interpretando i ruoli di Amneris in Aida (2012), la zia in Peter Grimes (1997, 2003), Azucena ne Il trovatore (2013), Baba ne La carriera di un libertino (1998), Berta ne Il barbiere di Siviglia (1995), Cornelia in Giulio Cesare (1999), Eduige in Rodelinda (2004-2006; 2011), Fricka ne La valchiria (2008; 2011-2013) e L'oro del Reno (2010-2013), Frugola ne Il tabarro (2007), Gertrud in Hansel e Gretel (1997), Madre Marie in Dialogues des Carmélites (2002), Ofeo nell'Orfeo ed Euridice (2009), la principessa in Suor Angelica (2007), Ulritca in Un ballo in Maschera (2007) e Zita in Gianni Schicchi (2007).
Per quanto la sua carriera si svolga prevalentemente al Metropolitan, il mezzosoprano ha cantato in numerosi altri teatri dell'opera al mondo, tra cui la Deutsche Oper Berlin, la Royal Opera House e l'Opéra National de Paris. Nel 2000 fece il suo debutto alla Seattle Opera come Fricka ne L'anello del Nibelungo e negli anni successivi tornò a calcare le scene dello stesso teatro come Isabella ne L'italiana in Algeri, Carmen in Carmen, Amneris in Aida e Mrs Quickly in Falstaff. Altri debutti di rilievo sono stati quelli alla Santa Fe Opera come Isabella ne L'italiana in Algeri nel 2002, alla San Francisco Opera come Azucena ne Il trovatore nel 2009 e all'Opera di Chicago come Ulrica in Un ballo in maschera nel 2010. Nel corso della sua carriera ha fatto anche alcune incursioni del repertorio del musical di Broadway, interpretando la Madre Superiore in The Sound of Music alla Carnegie Hall (2012) e Nettie Fowler in Carousel all'Avery Fisher Hall (2013).

## Repertorio
| Ruolo                         | Titolo                        | Autore      |
| ----------------------------- | ----------------------------- | ----------- |
| Carmen                        | Carmen                        | Bizet       |
| Zia                           | Peter Grimes                  | Britten     |
| Marchesa di Berkenfield       | La figlia del reggimento      | Donizetti   |
| Maffio Orsino                 | Lucrezia Borgia               | Donizetti   |
| Ježibaba                      | Rusalka                       | Dvořák      |
| Madelon                       | Andrea Chénier                | Giordano    |
| Orfeo                         | Orfeo ed Euridice             | Gluck       |
| Gertrude                      | Romeo e Giulietta             | Gounod      |
| Cornelia                      | Giulio Cesare in Egitto       | Händel      |
| Eduige                        | Rodelinda                     | Händel      |
| Ino Giuno                     | Semele                        | Händel      |
| Gertrud                       | Hänsel e Gretel               | Humperdinck |
| Poklízečka                    | L'affare Makropulos           | Janáček     |
| Lucia                         | Cavalleria rusticana          | Mascagni    |
| Madame de la Haltière         | Cendrillon                    | Massenet    |
| La granduchessa               | La granduchessa di Gérolstein | Offenbach   |
| La voce della madre           | I racconti di Hoffmann        | Offenbach   |
| Madre Maria dell'Incarnazione | I dialoghi delle Carmelitane  | Poulenc     |
| Zita                          | Gianni Schicchi               | Puccini     |
| Frugola                       | Il tabarro                    | Puccini     |
| Zia Principessa               | Suor Angelica                 | Puccini     |
| Berta                         | Il barbiere di Siviglia       | Rossini     |
| Isabella                      | L'italiana in Algeri          | Rossini     |
| Tancredi                      | Tancredi                      | Rossini     |
| Dalila                        | Samson et Dalila              | Saint-Saëns |
| Ludmila                       | La sposa venduta              | Smetana     |
| Mrs. Lovett                   | Sweeney Todd                  | Sondheim    |
| Orlofsky                      | Il pipistrello                | Strauss     |
| Giocasta                      | Oedipus Rex                   | Stravinskij |
| Baba il Turco                 | La carriera di un libertino   | Stravinskij |
| Amneris                       | Aida                          | Verdi       |
| Mrs Quickley                  | Falstaff                      | Verdi       |
| Azucena                       | Il trovatore                  | Verdi       |
| Ulrica                        | Un ballo in maschera          | Verdi       |
| Fricka                        | L'oro del Reno                | Wagner      |
| Fricka                        | La Valchiria                  | Wagner      |
| Seconda Norn Waltraute        | Il crepuscolo degli dei       | Wagner      |